# یواس‌اس ودت (اس‌پی-۱۶۳)

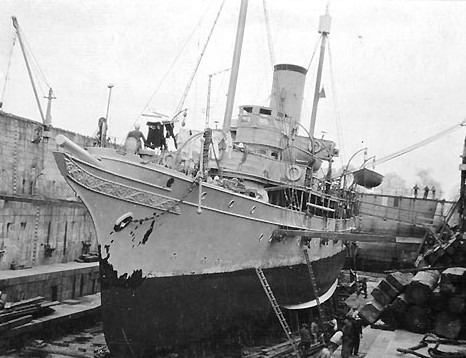
نمایی از کشتی یواس‌اس ودت (اس‌پی-۱۶۳) در حوضچه خشک. لوریان، فرانسه - حوالی ۱۹۱۷/۱۸

یواس‌اس ودت (اس‌پی-۱۶۳) (به انگلیسی: USS Vedette (SP-163)) یک کشتی بود که طول آن 199' 6" بود. این کشتی در سال ۱۸۹۹ ساخته شد.